# Masters de Cincinnati 2007
El Masters de Cincinnati 2007 (también conocido como Western & Southern Financial Group Masters and Women's Open por razones de patrocinio) fue un torneo de tenis jugado sobre pista dura. Fue la edición número 106 de este torneo. El torneo masculino formó parte de los ATP World Tour Masters 1000 en la ATP. Se celebró entre el 11 de agosto y el 19 de agosto de 2007 para hombres y entre el 14 de julio y el 22 de julio para mujeres.

## Campeones

### Individuales masculinos
Roger Federer vence a  James Blake, 6–1, 6–4.

### Dobles masculinos
Jonathan Erlich /  Andy Ram vencen a  Bob Bryan /  Mike Bryan, 4–6, 6–3, [13–11].

### Individuales femeninos
Anna Chakvetadze vence a  Akiko Morigami, 6–1, 6–3.

### Dobles femeninos
Bethanie Mattek /  Sania Mirza vencen a  Alina Jidkova /  Tatiana Poutchek, 7–6(7–4), 7–5.
| Predecesor: Cincinnati 2006 | Masters de Cincinnati 2007 | Sucesor: Cincinnati 2008 |